# Černomorec
Černomorec (bulharsky Черноморец) je město v jihovýchodním Bulharsku, na břehu Černého moře. Administrativně je součástí obščiny Sozopol v burgaské oblasti. Černomorec je oblíbené letovisko.
Černomorec leží asi 24 kilometrů jihovýchodně od sídelního města oblasti Burgas, v jižní části burgaského zálivu, který je největším zálivem bulharského pobřeží Černého moře. Do roku 1951 se obec nazývala Sveti Nikola (Свети Никола, Svatý Mikuláš, nebo řecky Άγιος Νικόλαος, Agios Nikolaos). Městská práva získal Černomorec teprve 2. prosince 2009.
Černomorec se rozkládá na nízkých zvlněných svazích pohoří Strandža. Asi 5 kilometrů východně od města leží největší bulharský ostrov Svatý Ivan. Na jihovýchodě leží starobylé město Sozopol. Ve městě je pravoslavný chrám zasvěcený patronu města Svatému Mikuláši.

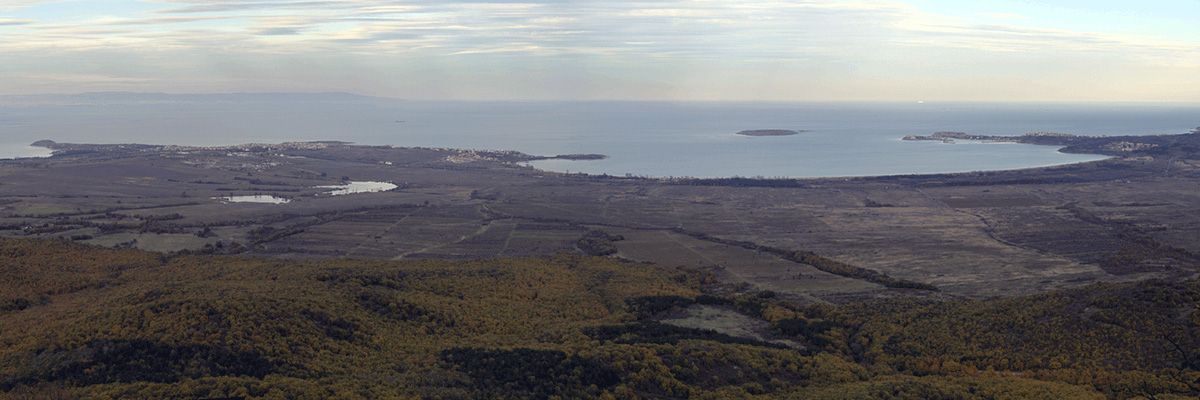
Pohled z hory Bakurluka, Černomorec vlevo, v sozopolském zálivu ostrov Svatý Ivan, vpravo Sozopol